# Doto affinis
Doto affinis is een slakkensoort uit de familie van de Dotidae. De wetenschappelijke naam van de soort werd in 1835 voor het eerst geldig gepubliceerd door Alcide d'Orbigny.